# Agapit Torrent i Batlle
Agapit Torrent i Batlle (Figueres, 5 de juliol del 1923 – Figueres, 19 de juny del 1991) va ser músic, saxofonista, i compositor, principalment de sardanes.

## Biografia
Va estudiar solfeig, piano, violí i saxòfon. A quinze anys començà a tocar a orquestres figuerenques, com la Simfònica que dirigia el seu mestre Enric Sans, i als 18 anys creà, juntament amb Florenci Mauné i altres joves músics, l'Orquestrina Moyambos, on feia de saxo tenor primer. Tocà a la cobla-orquestra Mendoza, a la Cobla Selvatana (1946-1949); el 1949 s'establí a Barcelona i entrà a la reputada orquestra de Lluís Rovira. Posteriorment (1950) va passar breument per l'orquestra Leaders, de Granollers, per anar després a l'orquestra belga d'Eddie de Latte, fins que el 1951 s'integrà en l'orquestra Tropicana, de Barcelona. Fundà el 1958 el "Latin Combo", el Latin Quartet i va formar a Figueres el conjunt Liders (1967) i posteriorment el conjunt Líders Grup. L'any 1970 esdevingué membre de la cobla La Principal de la Bisbal de la qual, a més d'instrumentista i arranjador, fou director artístic durant setze anys. La seva dedicació a la música de jazz el portà a compartir escenaris -encara que esporàdicament- amb figures de la categoria de Tete Montoliu, Don Byas o Bill Coleman i amb el seu conciutadà Baldomer Salabert Ferrer. També va ensenyar música, amb deixebles com Martí Camós i Segura (saxòfon).
Com a compositor fou autor de ballables, alguns signats amb el pseudònim A. Rentor, i sardanes: les seves primeres foren La plaça de Banyoles (1977) i Camí de Besalú.
L'ajuntament de Figueres va posar el seu nom a un carrer i Jaume Cristau li va dedicar pòstumament la peça Cor de violí.

## Obres
- Bossa soul (1977), bossa nova amb el pseudònim A.Rentor
- Captiu del mar, havanera amb lletra de Joan Busqueta
- Pequeña niña, beat (1977), conjuntament amb Rony Bray (Romà Membrado)
- Soul en la luna (1977)
- Supermarkert [sic], beat, amb el pseudònim A. Rentor

### Sardanes
- Amics de Llavaneres (1988), enregistrada per la cobla Sant Jordi en el disc compacte Sardanes de Llavaneres (Barcelona: Albert Moraleda, 1996. Ref. 6238)
- L'Armentera (1984), enregistrada
- Camí d'Ivars d'Urgell (1986)
- Camí de Besalú (1980), enregistrada per La Principal de la Bisbal en el CD Sardanes a Besalú (Barcelona: Àudio-visuals de Sarrià, 1997. Ref. 251469). Primer accèssit de la sardana de l'any 1981
- Cançó de primavera (1988), enregistrada
- Cançó de tardor (1988), enregistrada
- Capmany (1985), enregistrada en el LP Cobla Miramar, pels nostres amics II (Barcelona: PICAP, 1985. Ref. 20.0005)
- Colla Empordà (1983)
- Daliniana (1989), enregistrada. N'hi ha versions coral (1996), amb lletra de Clara Valero, i per a dues cobles.
- X aniversari a Reixach (1986), enregistrada per la Cobla Ciutat de Terrassa al CD Sardanes (Barcelona: Discmedi, 1999. Ref. DM-105602)
- En Jordi i l'avi Josep (1987)
- La font d'en Serra (1981), enregistrada
- La Font de les Creus (1987), enregistrada per La Principal de la Bisbal al CD Lloança a l'aigua (Barcelona: Àudio-visuals de Sarrià, 2004. Ref. 5.1935)
- Inquietuds (1990)
- Llaços d'amistat (1989)
- Lluïsa (1983), enregistrada, dedicada a la seva esposa. Sardana de l'any 1984
- El meu carrer (1987), enregistrada
- Plaça de Banyoles (1977), enregistrada per La Principal de la Bisbal al CD Girona aimada (Barcelona: Divucsa, 1995. Ref. 31806 BCN)
- Puig del Ram (1991), enregistrada pels Montgrins al CD Sempre sardanes 2 (Barcelona: Discmedi, 1998. Ref. DM 31402 Blau)
- Recordant Tordera (1988), LP d'Els Montgrins (Barcelona: Àudio-visuals de Sarrià, 1989)
- Rosa de gener (1987), premi popular del tercer concurs Conrad Saló que organitzà l'ajuntament de la Bisbal, enregistrada

## Gravacions
(A més dels enregistraments indicats en l'apartat Obres)
- Daliniana: Sardanes d'Agapit Torrent, LP de la cobla Els Montgrins (Barcelona: Foc Nou, 1990. Ref. FLP 158). Comprèn Amics de Llavaneres, L'Armentera, Cançó de primavera, Cançó de tardor, Capmany, Daliniana, La font d'en Serra, Lluïsa, El meu carrer, Rosa de gener

### Amb elLatin Combo
(Tots EP, excepte l'indicat LP) 
- Hermanas Serrano, acompañadas de Latin Combo y Los Volare Barcelona: Gramófono Odeón, 1958. Comprèn Mandolino de Texas, Tschi Bam, Cançó amb sordina i Besa'm tres vegades; va sortir alhora en versió castellana, també.
- Latin Combo Barcelona: Gramófono Odeón, 1958 (ref. 7-ERL-1239 Voz de su Amo)
- Mi tio Barcelona: Gramófono-Odeón, 1958 (7-ERL-1257 Voz de su Amo)
- Latin Combo Barcelona: Gramófono Odeón, 1959 (2 discos diferents: 7-EPL-13251 i 7-ERL-13316 Voz de su Amo)
- II Festival de la Canción Mediterranea Barcelona: Gramófono-Odeón, 1960 (7-EPL-13503 Voz de su Amo)
- Tintarella di Luna Barcelona: Gramófono Odeón, 1960 (7-EPL-13458 Voz de su Amo)
- Latin Combo Barcelona: Gramófono Odeón, 1961 (7-ERL-13644 Voz de su Amo)
- 4 grandes éxitos Barcelona: Gramófono Odeón, 1961 (7-ERL-13579 Voz de su Amo)
- 4 bailables, 4 éxitos Barcelona: Gramófono Odeón, 1961 (7-ERL-13763 Voz de su Amo)
- XI Festival de Sanremo, 1961 Barcelona: Gramófono Odeón, 1961 (7-EPL-13585 Voz de su Amo)
- III Festival de la Canción Mediterranea Barcelona: Gramófono-Odeón, 1961 (7-EPL-13666 Voz de su Amo)
- El pequeño elefante, amb Francesc Heredero, Barcelona: Vergara, 1962 (350026-C)
- Telstar Barcelona: Vergara, 1962 (350025-C)
- Hully Gully Hollyday Barcelona: Vergara, 1963 (350077-C)
- Doble EP: Latin Combo Barcelona: Vergara, 1963 (350038-C, 350051-C)
- LP: Bailemos con el Latin Combo Barcelona: Vergara, 1964 (310Tropicana002)
- Francisco Heredero y el Latin Combo Barcelona: Vergara, 1964
- Latin Combo Barcelona: Vergara, 1964 (108-XC)
- Sábado noche Barcelona: Vergara, 1964 (350079-C)

### Amb el Latin Quartet
(Tots EP)
- Latin Quartet Barcelona: SAEF, 1962 (Diverses gravacions: SAP-55066, 55082 i SAP-55084)
- A night in Majorca Barcelona: Belter, 1963 (50692)
- Telstar Barcelona: Belter, 1963 (50647)
- Dúo Rubam, acompañados por el Latin Quartet Barcelona: Belter, 1964 (51441)
- Los P y P, acompañados por el Latin Quartet Barcelona: Belter, 1964 (51335)